# Cathédrale Saint-Alexandre-Nevski de Varsovie
Cette  cathédrale ne doit pas être confondue avec une autre cathédrale de Varsovie.
 D’autres cathédrales portent le nom de cathédrale Saint-Alexandre-Nevski.
La cathédrale Saint-Alexandre-Nevski (polonais : Sobór św. Aleksandra Newskiego, russe : Александро-Невский собор в Варшаве) était une cathédrale russe orthodoxe située sur la place de Saxe de Varsovie  en Pologne, appartenant alors à l'Empire russe. Elle a été conçue par l'architecte Leon Benois et construite entre 1894 et 1912. Achevée, la cathédrale atteignait 70 mètres de haut, à l'époque le plus haut bâtiment de la ville.
Moins de quinze ans après sa construction, la cathédrale est détruite par les autorités polonaises. Elle fait partie de plusieurs dizaines d'églises orthodoxes détruites lors de la Deuxième République, dans le cadre de la polonisation.

## Contexte

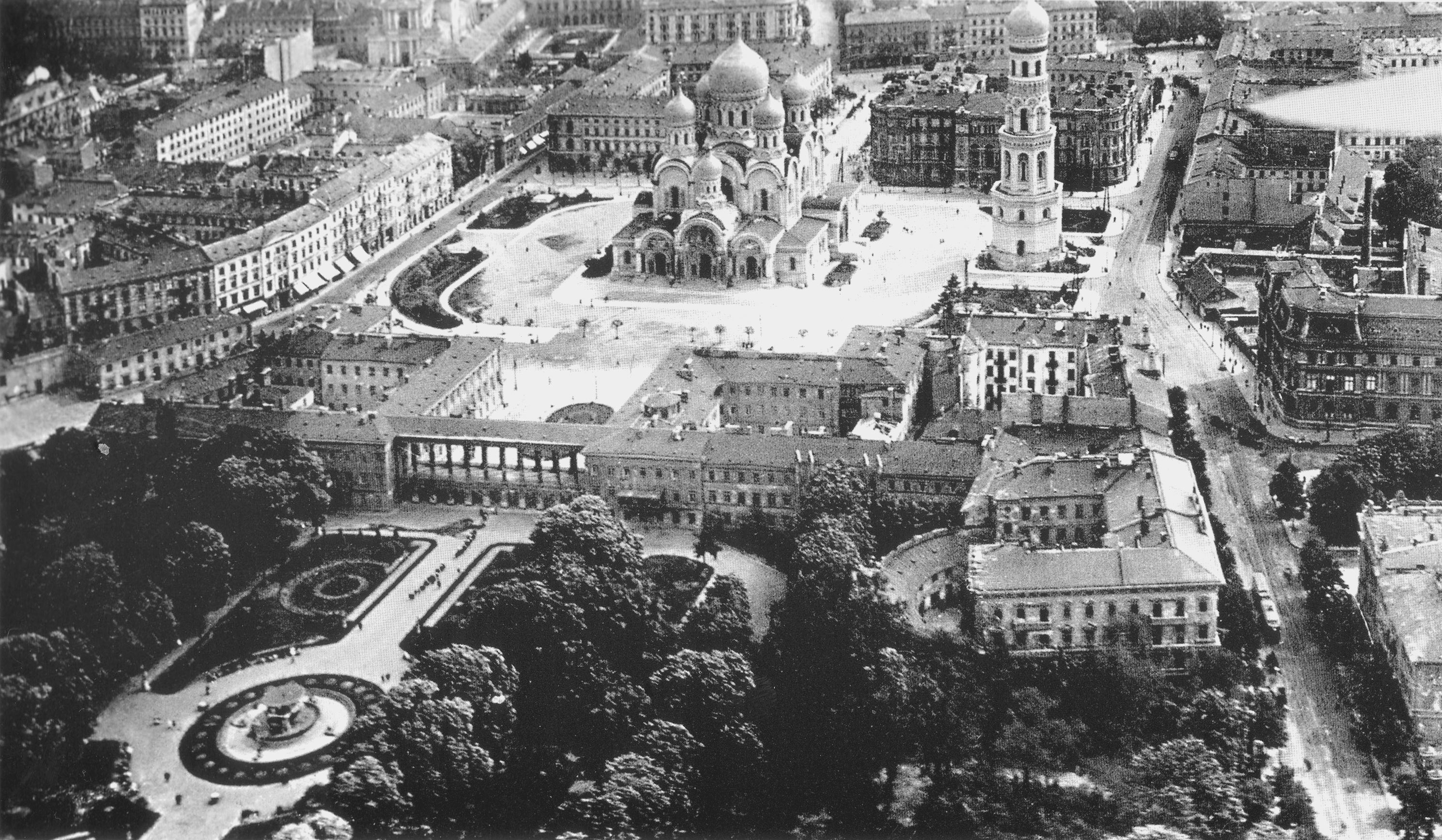
Vue aérienne de la place de Saxe en 1919.

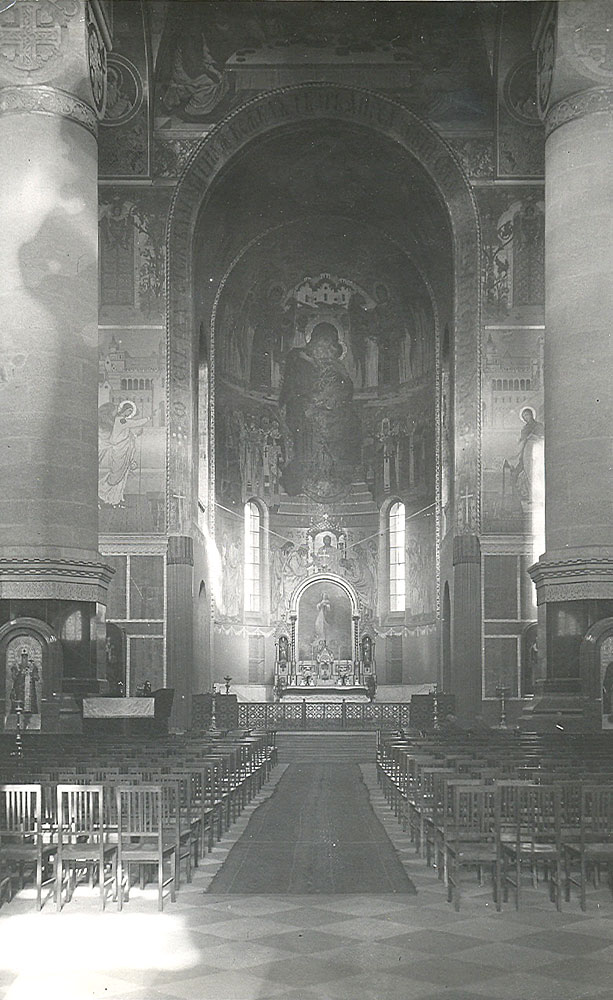
Intérieur de la cathédrale en 1915, après la retraite russe. La présence de chaises indiquent la conversion de la cathédrale en église luthérienne par l'armée allemande. En effet, dans une église orthodoxe, les croyants ne s'assoient pas.

À la suite des modifications territoriales décidées lors du Congrès de Vienne en 1815, Varsovie est rattachée à l'Empire russe. L'ancienne capitale polonaise devient alors un centre administratif majeur de l'Empire, et l'une de ses villes les plus importantes. Après l'échec des deux insurrections, Varsovie se voit imposer une importante garnison militaire par l'Empire. De nombreux officiels et soldats russes s'installent en ville, la plupart de confession orthodoxe.
En 1890, vingt églises orthodoxes existent à Varsovie, principalement pour les besoins des militaires. Le projet de création d'une nouvelle cathédrale est exprimé dans une lettre par Iosif Gourko au tsar Alexandre III. Il y indique que les églises orthodoxes de Varsovie ne peuvent accueillir qu’un dixième des 42 000 résidents orthodoxes de la ville, et que la construction d'un nouveau lieu de culte est primordial.

## Construction
Le 28 août 1893, un comité spécifique pour la construction d’une nouvelle cathédrale se réunit, dirigé par le gouverneur Gourko. Le comité sélectionne le projet de Léon Benois et la construction débute en 1894. Le site choisi pour la cathédrale est celui d’un monument érigé par les autorités russes à la mémoire des généraux polonais ayant refusé de trahir l'Empire lors de l’insurrection de Novembre.
Le tsar Alexandre III donne son accord pour la construction de la cathédrale le jour anniversaire du partage du pays, célébré comme étant le jour où la Pologne a rejoint la partie occidentale de l'Empire tsariste.
Une part importante des fonds nécessaires viennent des quatre coins de l’empire. Dans un appel aux Moscovites, la chancellerie de Gourko écrit « par sa présence...l'église orthodoxe russe déclare au monde que sur les terres occidentales le long de la Vistule, le règne orthodoxe a l'apparence d'une nouvelle église à Varsovie comme frontière et pilier de la Russie orthodoxe, et animera les espoirs des Slaves orthodoxes pour l'union sous la croix orthodoxe ».
Les autres fonds viennent d'impôts réclamés aux municipalités placées sous la juridiction de Iosif Gourko. Une grande partie des habitants catholiques se sentent contraints de participer, alimentant la controverse autour de la construction du bâtiment.
Le 9 novembre 1900, la construction de la cathédrale est presque achevée et la croix latine est placée sur la coupole principale. Le clocher de 70 mètres de haut fait de la cathédrale le plus haut bâtiment de Varsovie. Les douze années suivantes, Nikolay Pokrovsky travaille sur l’intérieur de la cathédrale. Les fresques sont peintes par Viktor Vasnetsov. La cathédrale fut décorée de seize mosaïques dessinées par Vasnetsov et Andrei.

## Démolition
Pendant la Première Guerre mondiale, les Russes évacuent Varsovie en août 1915. La plupart des habitants russes et membres du clergé orthodoxe quittent alors la ville avec les troupes, emportant de nombreuses œuvres d’art de la cathédrale. Pendant l’occupation allemande de 1915 à 1918, la cathédrale est utilisée comme église de garnison et rebaptisée au nom de Saint-Henri.
En 1918, à la suite du recouvrement de l'indépendance de la Pologne, la cathédrale fait l'objet d’importants débats. Elle est perçue par les Varsoviens comme un symbole de la domination russe et est, par conséquent, très impopulaire. Le département des arts de l’université de Vilnius évalue par ailleurs sa valeur artistique comme minime. 
Plusieurs propositions pour transformer la cathédrale orthodoxe en église catholique sont avancées. L'écrivain Stefan Żeromski affirme que l’emplacement est idéal pour y établir le musée de martyrologie du peuple polonais. D’autres personnes ont avancé qu’une église construite aussi récemment présentait peu d’utilité, sachant qu’elle occupait un espace conséquent sur la plus grande place de Varsovie et que la plupart des croyants orthodoxes avaient quitté la ville. En fait, les orthodoxes étaient nombreux dans les régions de l'est, parmi les Ukrainiens et Biélorusses qui vivaient en territoire polonais. 150 églises orthodoxes ukrainiennes seront détruites dans ces régions en 1937 et 1938.
Malgré quelques protestations, l’église est démolie entre 1924 et 1926, seules deux églises orthodoxes de la ville ne subiront pas le même sort. En plus du symbole politique et national que représente la destruction de la cathédrale, le premier magistrat de Varsovie distribue des bons pour « donner à chaque Polonais l’occasion d'y prendre part ». La valeur des bonds est assurée par la valeur des matériaux récupérés pendant la destruction
.
Plusieurs tentatives de sauvetage de la cathédrale eurent cependant lieu, même pendant la démolition. Pendant l’été 1924, Wiaczesław Bogdanowicz, sénateur polonais de confession orthodoxe a prononcé un discours passionné : « Il suffit de venir sur la place de Saxe et de regarder les coupoles détruites d'une cathédrale à moitié démolie. Ne me dites pas, Messieurs, qu'elle doit être détruite comme symbole d'oppression ! Je voudrais dire que, tant qu'elle est debout, elle est le plus beau symbole pour les générations futures, qu'elle permettra d'apprendre à respecter notre terre ; démolie, elle serait un symbole, un symbole honteux d'intolérance et de chauvinisme ! Nous devrions nous rappeler que cette cathédrale contient des œuvres artistiques remarquables où tant d'efforts spirituels ont été investis par les meilleurs fils de la nation voisine, et que les créateurs de ces chefs-d'œuvre ne pensaient pas à la politique. Le peuple polonais sait cela, ainsi que les graves conséquences d'une telle opération, il a déjà créé sa légende concernant la destruction de cette cathédrale… mais nos politiciens ne se soucient pas de ça. Cependant, des étrangers viennent – Anglais, Américains – et ils regardent avec surprise, et ils prennent des photos et les distribuent dans le monde entier, naturellement avec une opinion sur la culture et la civilisation polonaises...». Cependant, les défenseurs de la cathédrale se comptaient sur les doigts d’une main.
Les partisans de son maintien étaient appelés les « cathédralistes », qualification condescendante, les accusant implicitement d'un manque de patriotisme.
La démolition elle-même était complexe et a requis presque 15 000 explosions contrôlées. La plupart des morceaux de marbre, de grande qualité, ont été réutilisés pour de nombreux autres bâtiments de Varsovie. Les mosaïques ont été soigneusement assemblées et certaines d'entre elles emmenées à la cathédrale orthodoxe de Baranavitchy. Après de nombreuses années de stockage au musée national de Varsovie, d’autres fragments ont été installés à la cathédrale Saint-Marie Madeleine à Praga.